# Antarktispetrell
Antarktispetrell (Thalassoica antarctica) är en talrik lira med mycket sydlig utbredning.

## Utseende
Fågeln är en stor (42 cm) och mörkt brun- och vitfärgad petrell med kompakt kropp och långa smala vingar. Huvud, rygg, övergump och stjärtspets är mörkbrun. Framkanten och vingspetsen på ovansidan av vingen, och framkanten på undersidan av vingen är mörkbrun medan resten av vingen är vit. Stjärtpartiet innanför den mörka stjärtspetsen är vit och förutom det mörka huvudet och främre delen av bröstet så är retsen av undersidan vit. 

## Utbredning och systematik
Antarktispetrellen förekommer huvudsakligen vid Antarktis i Rosshavet och Weddellhavet och man känner till ett 15-tal kolonier. Den placeras som enda art i sitt släkte Thalassoica, närmast släkt de likaledes monotypiska arterna ispetrell och brokpetrell samt med stormfåglar i Fulmarus och Macronectes.

## Ekologi
Födan består främst av fiskar, krill och små bläckfiskar. Denna petrell fångar vanligtvis sin föda simmande på vattenytan men den har även förmåga att dyka. Den är kolonihäckare och den bygger sitt bo av ihopskrapat material direkt på klippan. Precis som andra arter i familjen lägger den ett ägg per häckningssäsong som den ruvar i 40-48 dygn. Ungen blir sedan flygfärdig efter 42-47 dygn.

## Namn
Släktnamnet Thalassoica är grekiska och betyder ungefär "havsboende".

## Status och hot
Arten har ett stort utbredningsområde och en stor population med stabil utveckling. Utifrån dessa kriterier kategoriserar IUCN arten som livskraftig (LC). Världspopulationen uppskattas till mellan tio och 20 miljoner individer.